# Він-Чунь
Він-Чунь (кит. трад. 詠春拳, спр. 咏春拳, піньїнь: yǒngchūn quán, акад. юнчунь цюань — «Співаюча весна») — традиційна південнокитайська школа ушу.
Використовує безліч бойових технік, з цієї причини вважається прикладним напрямком ушу. Бій у він-чунь заснований на принципах, які осягаються учнем від тренування до тренування. Відходи з лінії атаки доповнюються миттєвими прямолінійними атаками при зближенні на вкрай близьку відстань. Найчастіше бій завершується ударами колін і ліктів. Вправа «липкі руки» (кит. 黐手, пін. chīshǒu, «чисао», «чишоу») дозволяє бійцеві відмінно орієнтуватися в бою на близьких дистанціях. Існують і ножові техніки, вони тісно пов'язані в єдине ціле з технікою рук і прийомами без зброї. Разом з «липкими руками» вивчаються кидки і захвати.

## Коротка історія стилю
Легенди традиційно пов'язують походження стилю з монастирем Південний Шаолінь в провінції Фуцзянь. Згідно з однією з версій, стиль викладався південношаолінським настоятелем Чжішанем як оздоровча гімнастика жителям довколишніх сіл. Інша легенда стверджує, що стиль був створений п'ятьма майстрами Південного Шаоліня, які виконали цю роботу в Залі Вихваляння Весни («венчуньтан» на кантональному діалекті). Третя легенда свідчить, що стиль був розроблений жінкою Янь Юнчунь (Янь Співоча Весна), дочкою південношаоліньського послушника Янь Ера (або Янь Си) чи на основі вчення батька, чи то на основі науки черниці Умей (Ng Mui).
Однак у 1930—1940-х роках відомий китайський дослідник історії ушу Тан Хао виконав польові дослідження, і встановив, що монастиря «Південний Шаолінь» не існувало взагалі, що цей монастир був вигаданий в середньовічному «лицарському» романі «Вань нянь Цин» («10 000 років здоровим імператору династії Цин!» — пригодницький роман, що описує, як один з майбутніх імператорів Китаю нібито інкогніто мандрував по південному Китаю і потрапляв у всякі халепи), а Чжішань, Умей та інші — просто персонажі цього роману. Оскільки більшість населення Китаю було неграмотним, то літературні твори розповідалися за гроші оповідачами на ринках, і багато простих людей часто не відрізняли художнього вимислу від розповіді про реальні події; тим більше прості селяни не могли перевірити, що, наприклад, згадувані в історіях про Південний Шаолінь географічні об'єкти насправді лежать за тисячі кілометрів один від одного, що згадувані там люди ніколи не займали приписувані їм посади тощо.
Більш-менш достовірна історія стилю простежується лише з кінця XVIII століття, коли цей стиль потрапив у трупу гуандунської опери «Червона джонка». У першій половині XIX століття стиль подорожував разом з акторами трупи, від яких його вивчали люди в різних кінцях провінції. Стиль використовувався як антіцінськими революціонерами, так і сільськими загонами самооборони. Приблизно в середині XIX століття два актори — Хуан Хуабао і Лян Ерді — покинули трупу і переїхали в Фошань, де навчили аптекаря Лян Цзаня. В кінці XIX століття Лян Цзан виграв багато боїв і став відомий як «Юнчунь ван» («король вінчун»). Він не мав офіційної школи, але навчав приватним порядком в своїй аптеці. Після того як залишив свій бізнес, Лян Цзан повернувся в своє рідне село Гула, де навчив своєму стилю односельчан.
Фошань стала місцем, звідки пішла найбільш відома сьогодні версія Юнчунь. У Фошані цим стилем займалися в основному діти багатих торговців, бо їхні батьки могли платити високу плату за навчання, а самі вони мали досить часу для тренувань. Найвідоміший сьогодні з них, Є Вєнь (Іп Ман на кантонській мові) вивчав стиль у Чень Хуашуня, У Чжунсу і Лян Бі (син Лян Цзаня). З 1949 року він остаточно оселився в Гонконзі, де почав викладати Юнчунь членам профспілки ресторанних працівників. До своєї смерті в 1973 році він натренував величезну кількість відомих сьогодні майстрів і просто бійців. Є Вєнь приніс славу стилю, але затверджувалася ця слава не завжди гідними методами. Відомо багато випадків, коли учні Є Веня приходили в інші клуби кунфу Гонконгу і били вчителів. В даний час в Гонконзі існує багато секцій вінчун, де викладають переважно учні Іп Мана, а також представники інших гілок Він Чунь. В силу цього, вінчун не внесений до реєстру бойових мистецтв.
В'єтнамський напрямок вінчунькуен веде свій початок з 1939 року від Жуань Цзіюня (Нгуен Те Конга), легендарного китайського майстра, який приїхав в Ханой на запрошення Асоціації китайських емігрантів у В'єтнамі і який втілив в життя принцип бойового китайського мистецтва, який говорить: «чотирма лянамі здолати тисячу цзин», що означає: «слабке зусилля нейтралізує атаку».

## Технічні особливості стилю
Існує поширена думка, що відмінною рисою Він-чун є вправи «чі-сао» («chi-sau») — «липкі руки», завдяки яким боєць привчається постійно перебувати своїми руками в контакті з противником, відчувати всі його рухи і заважати йому проводити свої прийоми. Аналогічні вправи існують практично в усіх напрямках традиційного китайського ушу, тільки називаються по-різному. Наприклад в Тайцзи цюань назва цієї вправи туйшоу. В даний час чі-сао зведено мало не в абсолют і навіть проводяться змагання з чі-сао. Але в дійсності чі-сао це всього лише одна з безлічі існуючих вправ в вінчун. Відмінною особливістю вінчун є більший акцент на принципи бойових мистецтв таких як плинність, злиття, компактність, мистецтва в нехитрості тощо.
З іншого боку, саме вправа «чі-сао» виробляє навички швидкого знаходження варіанту шляху для атаки або захисту і атаки. Вся справа в тому, що велика кількість технік, напрацьованих учнем-новачком, навіть при періодичних навчальних спарингах, створює в голові мішанину: при відбитті атаки він губиться в тому, яку зв'язку йому застосувати і закінчується все, як правило, «маханням кулаками», про якусь техніку говорити в такому випадку не доводиться. Саме вправа «чі-сао», як тривале дійство в контакті з партнером, виробляє навички розбиття мостів, наведення мостів, атаки, контратаки, контроль центру ваги і переміщення.
Бій бійці він-чун ведуть на короткій дистанції, де можна дотягнутися до супротивника кистю, а ще краще — ліктем. З метою прориву на досить близьку дистанцію використовуються спеціальні типи переміщень. Удари ногами використовуються в поєднанні з ударами руками. Зазвичай ногами б'ють по колінах противника одночасно з атакою руками на верхньому рівні.
Зі зброї з найбільш популярною сьогодні версією Є Вєня вивчають довгу жердину і так звані «мечі-метелика» (два тесаки, у кожного з яких ширина леза порівнянна з ґардою) — (які Є-Вєнь теж постійно носив з собою). Причому, за словами Вільма Чена (в його книзі), рідним зброєю для вінчун є мечі-метелики, а жердина дракона був внесений до вінчун з іншого стилю. В інших версіях, крім мечів-метеликів, зустрічаються й інші види зброї, аж до меча-цзянь і буддійських чоток.
У версії Є Вєня вивчається три комплекси без зброї — «початкова ідея», «пошук рук» і «б'ють пальці». В інших версіях є і інші комплекси. В'єтнамський вінчун, наприклад, має парний комплекс виконується удвох, а також підкреслюючи своє легендарне південношаоліньське походження, практикує комплекси п'яти тварин.
Для підготовки до реального бою крім вправ «чі-сао» використовуються численні різновиди парних вправ, а також тренування на дерев'яному манекені.